# Sebring 1000 miles

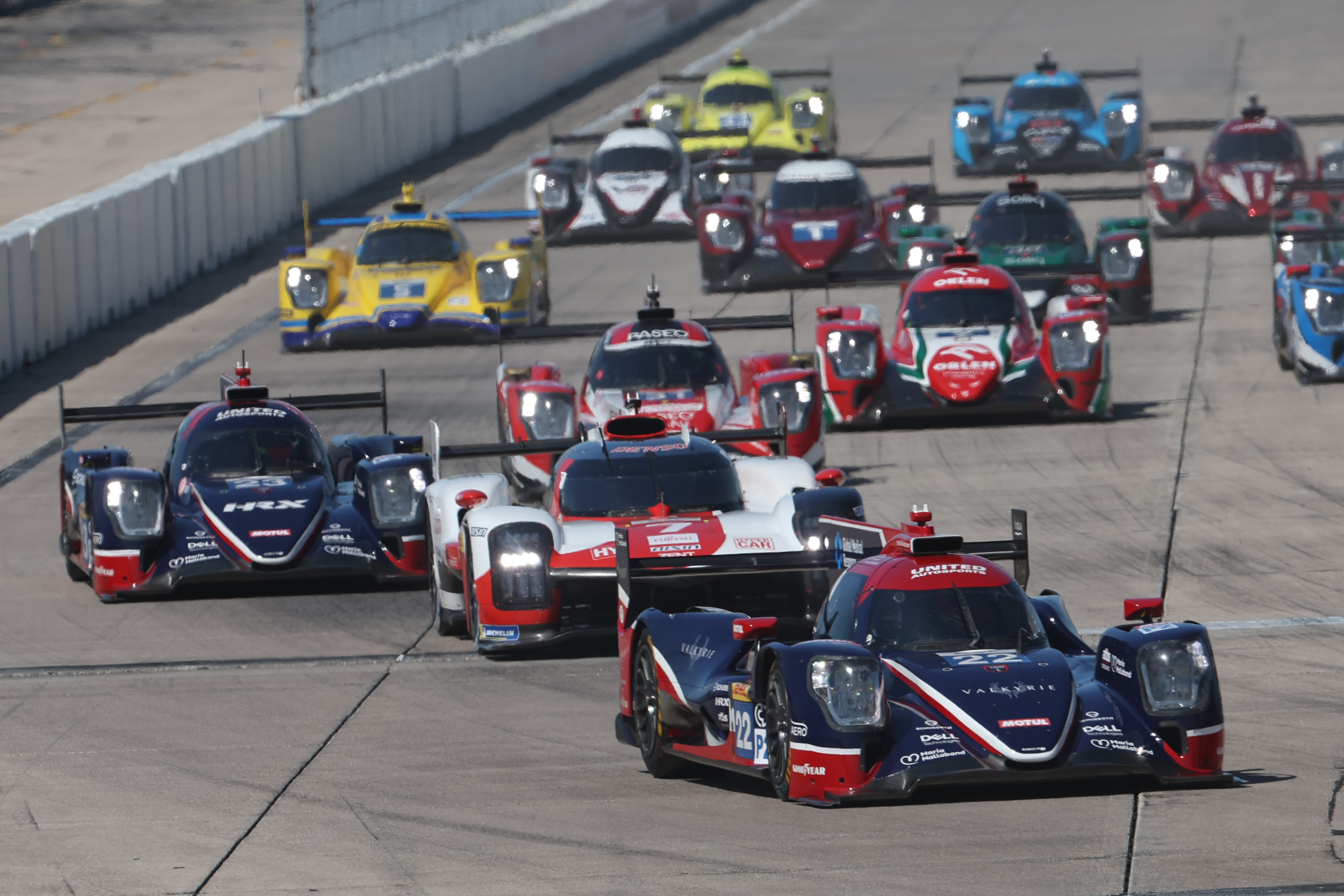
Sebring 1 000 miles 2022.

Sebring 1000 miles är en långdistanstävling för sportvagnar som körs på Sebring International Raceway i Sebring, Florida. Tävlingen ingår i FIA World Endurance Championship och kördes första gången säsongen 2019.

## Vinnare
| År        | Förare                                           | Bil                             | Mästerskap                       |
| --------- | ------------------------------------------------ | ------------------------------- | -------------------------------- |
| 2019      | Fernando Alonso Sébastien Buemi Kazuki Nakajima  | Toyota TS050 Hybrid             | FIA World Endurance Championship |
| 2020-2021 | Inställt pga COVID-19-pandemin.                  | Inställt pga COVID-19-pandemin. | Inställt pga COVID-19-pandemin.  |
| 2022      | Nicolas Lapierre André Negrão Matthieu Vaxivière | Alpine A480                     | FIA World Endurance Championship |
| 2023      | Mike Conway Kamui Kobayashi José María López     | Toyota GR010 Hybrid             | FIA World Endurance Championship |